# Улица Романовская Слобода
Улица Романовская Слобода 
(бел. Раманаўская Слабада) — улица Минска в Центральном районе.

## История

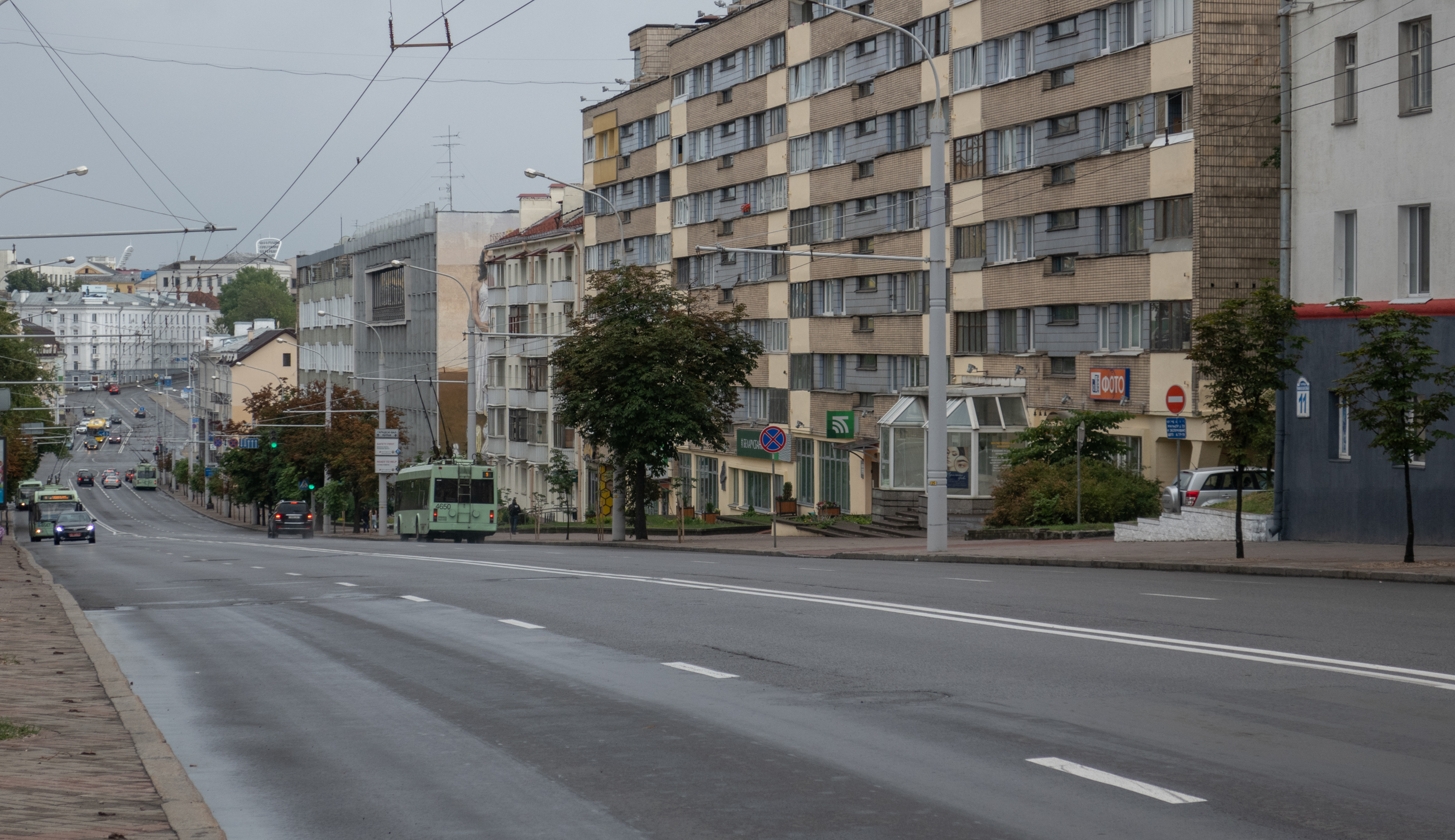
Общий вид улицы с запада (улица Кальварийская)

Транспортная коммуникация, начальный отрезок которой проложен от Немигской улицы в 1820-х на месте срытого городского оборонительного земляного вала, продолжение запроектировано градостроительным планом Минска 1858 к будущей Юбилейной площади.
Возникла в начале XIX в. (на месте Земляного вала). К улице примыкала слобода Романова.
Дореволюционный период — городская беднота, лавки, трактиры (хаотично застроенные деревянные дома).
Осень 1905 года — открытие частного женского коммерческого училища И. И. Самойло по адресу Новоромановская, 13 (где начинался сквер, пересечение нынешних улиц Немига и Романовская слобода), дом Котон Баси. Поступило 152 человека. В 1912 году оставалось 14 учеников (из-за финансовых затруднений училища).
Начало улицы (ныне на ул. Городской Вал) — кирпичное здание бывшего вольно-пожарного общества (в советские времена — пожарная часть Центрального района).
1933 год — появление трамвайной линии.
Во время войны — лагерь для военнопленных, гетто.
1960-е годы — реконструкция (вместо деревянных домов в 1961 г. — кинотеатр «Беларусь»).

### Прежние названия
Романовская (1843, 1857, 1868)
Романовский переулок от Немигской до Завальной (1858--1880)
Старо-Романовская (1880, 1888, 1892, 1902)
Новые строения от Столпецкой до Сухой (1887, 1893, 1895) и от Юрьево-Завальной до Раковской (1889) 
Ново-Романовская (1886--1922)
Республиканская (1922--1941, 1944--1993)
Средняя (Mittel str. 1941--1944)
Романовская Слобода (с 1993)

## Характеристика
Протяжённость — от ул. Немиги до Юбилейной площади (630 м).

## Стороны

### Чётная

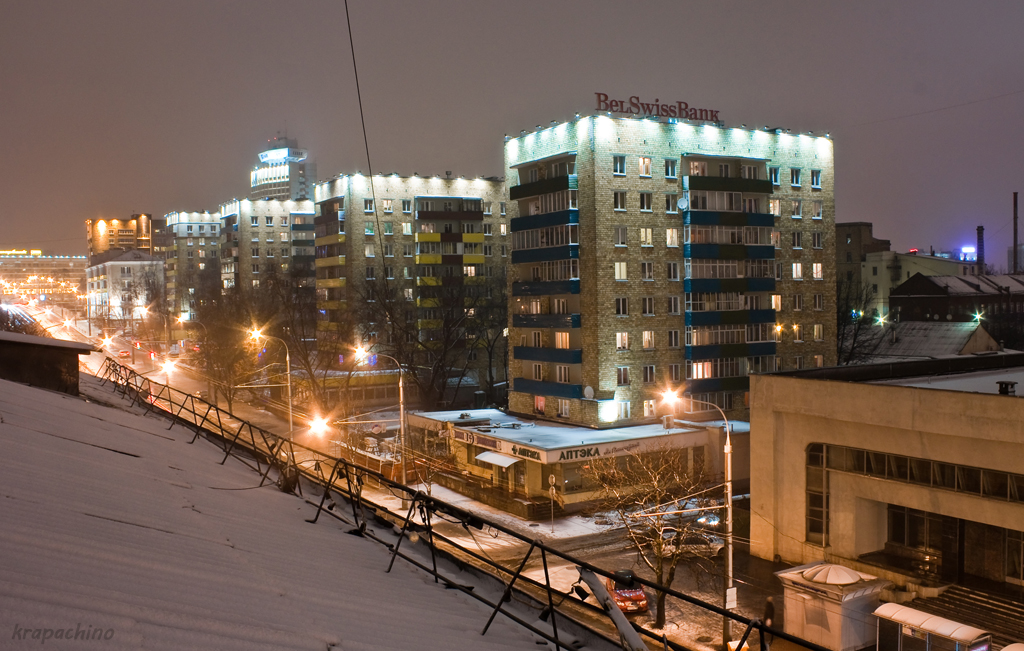
Чётная сторона ул. Романовская Слобода

- 28 — кинотеатр «Беларусь»

### Нечётная
4 девятиэтажных жилых дома, магазины, учреждения, республиканские унитарные предприятия «Белорусский теплоэнергетический институт» (РУП БЕЛТЭИ) и «Белорусский научно-исследовательский проектный институт энергетической промышленности» (РУП Белнипиэнергопром).

## Транспорт
Автобусы: 40
Троллейбусы: 9, 13, 14, 57
Метро: 
- Автозаводская линия (станция "Фрунзенская");
- Зеленолужская линия (станция "Юбилейная площадь").